# Corythalia modesta
Corythalia modesta är en spindelart som beskrevs av Arthur M. Chickering 1946. Corythalia modesta ingår i släktet Corythalia och familjen hoppspindlar. Inga underarter finns listade i Catalogue of Life.